# Ytfartyg
Ytfartyg, ett fartyg som framförs ovanför vattenytan, till skillnad från ubåtar som framförs under vattenytan. Storleksmässigt kan ytfartyg ligga allt ifrån kutter till hangarfartyg.